# Chujaöarna
Chujaöarna (koreanska:  추자군도, Chujagundo, även 추자도, Chujado) är en ögrupp i i den södra delen av Sydkorea, 400 km söder om huvudstaden Seoul. De ligger i Jejusundet, cirka 35 kilometer från det koreanska fastlandet och cirka 45 kilometer från ön Jeju. Ögruppen består av fyra bebodda öar och 38 obebodda öar. Öarna Sangchujado och Hachujado är förbundna med en bro och här bor större delen av ögruppens befolkning. Även öarna Chupodo och Hoenggando har bofast befolkning.
Administrativt utgör öarna en socken, Chuja-myeon, som tillhör kommunen Jeju i provinsen Jeju.